# Oxira rubicilia
Oxira rubicilia är en fjärilsart som beskrevs av Moore 1867. Oxira rubicilia ingår i släktet Oxira och familjen nattflyn. Inga underarter finns listade i Catalogue of Life.